# Mimon (rodzaj ssaków)
Mimon (Mimon) – rodzaj ssaków z podrodziny  liścionosów (Phyllostominae) w obrębie rodziny liścionosowatych (Phyllostomidae).

## Rozmieszczenie geograficzne
Rodzaj obejmuje gatunki występujące od Meksyku przez Amerykę Centralną i północno-wschodnią Amerykę Południową do środkowo-zachodniej Brazylii.

## Morfologia
Długość ciała (bez ogona) 65–95 mm, długość ogona 15–26 mm, długość ucha 32–38 mm, długość tylnej stopy 15–18 mm, długość przedramienia 53–61 mm; masa ciała 19–25 g.

## Systematyka
Rodzaj zdefiniował w 1847 roku angielski zoolog John Edward Gray w artykule zatytułowanym Charakterystyka sześciu nowych rodzajów nietoperzy, dotychczas nie wyróżnionych, opublikowanym w czasopiśmie „Proceedings of the Zoological Society of London”. Gray wymienił dwa gatunki – Phyllostoma bennettii J.E. Gray, 1838 i Phyllophora megalotis J.E. Gray, 1842 – z których gatunkiem typowym jest (późniejsze oznaczenie) Phyllostoma bennettii J.E. Gray, 1838 (mimon złoty).

### Etymologia
- Mimon (Mimmon): gr. μιμος mimos ‘imitator, mimik’; prawdopodobnie z powodu bliskiego podobieństwa do liścionosa (Phyllostomus)[8].

### Podział systematyczny
Do rodzaju należą następujące gatunki:
| Grafika | Gatunek         | Autor i rok opisu  | Nazwa zwyczajowa | Podgatunki         | Rozmieszczenie geograficzne | Podstawowe wymiary                                     | Status IUCN |
| ------- | --------------- | ------------------ | ---------------- | ------------------ | --- | ------------------------------------------------------ | ----------- |
|         | Mimon bennettii | (J.E. Gray, 1838)  | mimon złoty      | gatunek monotypowy | północna i wschodnia Kolumbia, Wenezuela, region Gujana oraz północna, wschodnia i środkowo-zachodnia Brazylia; zakres wysokości: do 1000 m n.p.m.                                                                                | DC: 6,5–7,4 cm DO: 1,5–2 cm DP: 5,5–6,1 cm MC: 19–25 g | LC          |
|         | Mimon cozumelae | E.A. Goldman, 1914 | mimon kozumelski | gatunek monotypowy | od południowego Meksyku (południowa część stanu Veracruz, stan Oaxaca, półwysep Jukatan oraz wyspa Cozumel) na południe przez wschodnie karaibskie zbocza do północno-zachodniej Kolumbii; zakres wysokości: poniżej 600 m n.p.m. | DC: 8,5–9,5 cm DO: 2–2,5 cm DP: 5,3–5,9 cm MC: 21–23 g | LC          |

Kategorie IUCN:  LC  – gatunek najmniejszej troski.